# Maria Samungi
Maria Samungi (n. 28 august 1950) este o fostă atletă din România.

## Carieră
Sportiva de la C.S. Farul Constanța este multiplă campioană națională la 200 m și 400 m și medaliată la Jocurile Balcanice.
La Campionatul European din 1978 de la Praga ea s-a clasat pe locul 7 cu echipa de ștafetă 4 x 400 de metri, compusă din Maria Samungi, Doina Bădescu, Mariana Suman, Elena Tărîță. În anul 1980 a concurat la proba de 400 metri la Jocurile Olimpice de la Moscova. Cu echipa României  (Ibolia Korodi, Niculina Lazarciuc, Maria Samungi, Elena Tărîță) a obținut locul 4.

## Realizări
| An   | Competiție           | Locație             | Loc | Eveniment | Note    |
| ---- | -------------------- | ------------------- | --- | --------- | ------- |
| 1978 | Jocurile Balcanice   | Salonic, Grecia     | 2   | 200 m     | 23,61   |
| 1978 | Jocurile Balcanice   | Salonic, Grecia     | 2   | 4x100 m   | 46,14   |
| 1978 | Campionatul European | Praga, Cehoslovacia | 7   | 4x400 m   | 3:30,7  |
| 1979 | Jocurile Balcanice   | Pireu, Grecia       | 2   | 4x400 m   | 3:32,5  |
| 1980 | Jocurile Balcanice   | Sofia, Bulgaria     | 2   | 4x400 m   | 3:28,1  |
| 1980 | Jocurile Olimpice    | Moscova, Germania   | 23  | 400 m     | 52,89   |
| 1980 | Jocurile Olimpice    | Moscova, Germania   | 4   | 4x400 m   | 3:27,7  |
| 1984 | Jocurile Balcanice   | Atena, Grecia       | 2   | 400 m     | 52,17   |
| 1984 | Jocurile Balcanice   | Atena, Grecia       | 1   | 4x400 m   | 3:30,77 |

## Distincții
- Medalia „Meritul Sportiv” clasa I (15 aprilie 1981) „pentru rezultatele deosebite obținute la Jocurile olimpice de vară de la Moscova — 1980, precum și pentru contribuția adusă la dezvoltarea activității sportive și la creșterea prestigiului sportului românesc pe plan internațional”[10]